# Belgische Gouden Schoen 1961
De verkiezing van de Belgische Gouden Schoen 1961 werd in 1962 gehouden. Paul Van Himst won de voetbalprijs voor de tweede keer op rij en werd zo de eerste speler ooit die de trofee meer dan één keer in de wacht sleepte.

## De prijsuitreiking
Als Paul Van Himst zijn eerste Gouden Schoen te danken had aan zijn opvallend debuut, dan was zijn tweede Gouden Schoen een beloning voor zijn bevestiging. Van Himst had de overstap naar de nationale ploeg goed verteerd en werd begin jaren 60 ook in de rest van Europa beschouwd als een toptalent. 
De aanvaller van RSC Anderlecht had echter wel meer concurrentie dan een jaar eerder. Van Himst kreeg slechts twee punten meer dan Denis Houf, die zo net als in 1957 op de tweede plaats eindigde. Ook Van Himsts ploegmaat Pierre Hanon kwam in de einduitslag erg dicht.

## Top 5
| Nr. | Land            | Naam           | Club(s)        | Punten |
| --- | --------------- | -------------- | -------------- | ------ |
| 1.  | Vlag van België | Paul Van Himst | RSC Anderlecht | 102    |
| 2.  | Vlag van België | Denis Houf     | Standard Luik  | 100    |
| 3.  | Vlag van België | Pierre Hanon   | RSC Anderlecht | 94     |
| 4.  | Vlag van België | Yves Baré      | Club Luik      | 58     |
| 5.  | Vlag van België | Roger Claessen | Standard Luik  | 47     |

1954 · 
1955 · 
1956 · 
1957 · 
1958 · 
1959 · 
1960 · 
1961 · 
1962 · 
1963 · 
1964 · 
1965 · 
1966 · 
1967 · 
1968 · 
1969 · 
1970 · 
1971 · 
1972 · 
1973 · 
1974 · 
1975 · 
1976 · 
1977 · 
1978 · 
1979 · 
1980 · 
1981 · 
1982 · 
1983 · 
1984 · 
1985 · 
1986 · 
1987 · 
1988 · 
1989 · 
1990 · 
1991 · 
1992 · 
1993 · 
1994 · 
1995 · 
1996 · 
1997 · 
1998 · 
1999 · 
2000 · 
2001 · 
2002 · 
2003 · 
2004 · 
2005 · 
2006 · 
2007 · 
2008 · 
2009 · 
2010 · 
2011 · 
2012 · 
2013 · 
2014 · 
2015 · 
2016 · 
2017 ·
2018 ·
2019 ·
2020 ·
2022 ·
2023 ·
2024